# Australoodera narendrani
Australoodera narendrani is een vliesvleugelig insect uit de familie Eupelmidae. De wetenschappelijke naam is voor het eerst geldig gepubliceerd in 2004 door Gibson.